# Flor salvaje
Flor salvaje é uma telenovela estadunidense-colombiana produzida e exibida pela Telemundo entre 2 de agosto de 2011 e 5 de março de 2012.
A trama é basada no livro La Novia Oscura de Laura Restrepo e foi adaptada por Perla Farías.
Foi protagonizada por Mónica Spear e Roberto Manrique e antagonizada por Tony Dalton, María Elisa Camargo, Gregorio Pernía e Jonathan Islas.

## Sinopse
A jovem Amanda Monteverde, depois de perder sua mãe e seu irmão, tem que cuidar de suas três irmãs mais novas. Para escapar desse passado tempestuoso, elas se mudam para Nueva Esperanza, uma pequena cidade que está começando na indústria do petróleo. Ali ela viverá situações ainda mais difíceis, mas também conhecerá o amor em três homens: Sacramento, o homem que será seu amigo fiel e seu amor inocente; Pablo Aguilar, o homem que será sua loucura e sua paixão, e finalmente Dom Rafael Urrieta, o homem mais poderoso da cidade, que tentará ser praticamente seu mestre e mestre como ele é da maioria dessas terras.
Amanda tentará entrar em um bar na aldeia, "Las 4 P", onde os habitantes do lugar tentam alcançar uma vida mais alegre, juntamente com música, licor, canto, as danças e "as mulheres das consolações". Este é o nome com o qual Amanda começou a chamar a profissão das duas mulheres, Sara e Calzones, que foram aquelas que lhe ofereceram alguma proteção na chegada a um lugar tão desconhecido.
A necessidade de dinheiro para proteger suas irmãs e fazê-las ficar com ela e o desespero de não conseguir os meios para fazê-lo leva Amanda a aceitar esse tipo de vida para alcançá-lo. No entanto, no dia da sua iniciação, onde será conhecida sob o apelido de "Flor Selvagem", o destino a levará a se tornar uma mulher de um homem: "A esposa de Dom Rafael Urrieta"; um homem poderoso e cruel que mantém sua esposa, Catalina, trancada em sua fazenda em condições desumanas por ter sido infiel. Don Rafael decide que "Flor" é apenas para ele, mas essa exclusividade é apenas de corpo, porque "Flor" reserva seu coração para o homem que algum dia a fará descobrir o amor.

## Elenco
| Ator                | Personagem                         |
| ------------------- | ---------------------------------- |
| Mónica Spear        | Amanda Monteverde/Flor Salvaje     |
| Roberto Manrique    | Sacramento Rojas (Iglesias)        |
| Tony Dalton         | Don Rafael Urrieta                 |
| José Luis Reséndez  | Pablo Aguilar                      |
| Jonathan Islas      | Abel Torres                        |
| María Elisa Camargo | Catalina Larrazabal de Urrieta     |
| Gregorio Pernía     | Mariano Guerrero                   |
| Geraldine Zivic     | La Mina                            |
| Norkys Batista      | Zahra                              |
| Angeline Moncayo    | Correcaminos (Road Runner) / Elena |
| Indhira Serrano     | Olga                               |
| Carolina Gaitán     | Alicia / Malicia (Malice)          |
| Claudia La Gatta    | Clara                              |
| Viviana Corrales    | Rocío / Trepadora (Climber)        |
| Pedro Palacio       | Piruetas (Pirouette)               |
| Alex Gil            | Periodista/Enrique "Ricky"         |
| Francisco Bolivar   | Dudi                               |
| Pedro Rendón        | Dr. Jose Maria Rojas               |
| José Luis Paniagua  | Don Raimundo Rojas                 |
| Laura Torres        | Susana Monteverde                  |
| Susana Rojas        | Ana Monteverde / Anaconda          |
| Sara Quintero       | La Beba                            |